# Akterhand
Akterhand är en sjöterm. Att stå i akterhand vid ett arbete sägs den eller de vara, som arbetar bakom eller under ledning av andra deltagare i arbetet. Det manskap som arbetar i akterhand brukar benämnes akterhandsmän.  Akterhand är till exempel den som står sist när flera man halar i en tross.